# Erik Stjernstedt
Erik Carl Maria Wilhelm Stjernstedt, född 3 oktober 1878 i Helsingborg, död 3 juni 1963 i Stockholm, var en svensk friherre, militär och generalsekreterare.
Erik Stjernstedt var son till Wilhelm Stjernstedt. Han avlade mogenhetsexamen 1897, blev underlöjtnant vid Norrlands artilleriregemente 1899 och genomgick 1906–1907 Tekniska högskolans fackskola för kemisk teknologi. Han blev kapten 1910, var artilleristabsofficer 1909–1913, övergick på reservstat 1920 samt blev major i armén 1926 (i reserven 1928) och överstelöjtnant i armén 1937. 1916 företog han en studieresa till Makedonien och 1928 bedrev han studier i USA. Han var generalsekreterare för Svenska röda korset 1918–1943, varefter han utförde vissa specialuppdrag för Röda korset. Han deltog i Röda korsets världskonferenser 1920–1948 och dessutom i ett antal mindre konferenser utomlands. Bland de större uppgifter, som Stjernstedt i egenskap av generalsekreterare hade att praktiskt bemästra, var Svenska röda korsets del i den internationella hjälpverksamheten efter första världskriget, i beredskapsåtgärderna inför andra världskriget samt i det intensifierade arbetet på den allmänna socialhygienens höjande i Sverige. Under Stjerstedts tid växte Svenska röda korset från en numerärt ganska obetydlig organisation till en fast organiserad rörelse med flera hundratusentals medlemmar. Stjernstedt utgav tidskrifts- och tidningsuppsatser i militära och röda korsämnen. Han blev ledamot av Svenska läkaresällskapet 1929, hedersledamot av tandläkaresällskapet 1946 och hedersledamot av Svenska röda korset 1951.